# Rio, Eu Te Amo
Rio, Eu te Amo (en Inglés: Rio, I Love You) es una película de antología de 2014 dirigida por varios directores de distintas nacionalidades, entre los que se encuentran son Stephan Elliot, Paolo Sorrentino, Carlos Saldanha, José Padilha, Im Sang-soo, Andrucha Waddington, John Turturro y César Charlone. Esta película es la siguiente entrega de la serie de películas Cities of Love, que sigue a Paris, je t'aime (2006) y New York, I Love You (2009) y Berlin, ich liebe dich (2016).

## Formato
Cities of Love es una serie de películas que ilustra la universalidad del amor en las ciudades más importantes del mundo. Como en los otros episodios de Cities of Love, el guion de Rio, Eu te Amo está compuesto por diez historias de amor creadas por algunos de los directores más creativos del mundo y con un elenco de primera fila. Las historias se conectan entre sí a través de transiciones que acontecen antes, entre y después de cada segmento. La ciudad de Río de Janeiro es el personaje principal y unifica toda la película.

## Producción
Primum Entertainment Group es responsable por la coproducción de Rio, Eu te Amo junto con sus socios brasileños Oz Produções, Limite Produções, Bossa Nova Filmes y Villa Filmes. El lanzamiento oficial del proyecto tuvo lugar el 1 de julio de 2009 en el Palácio da Cidade de Río de Janeiro. La película será oficialmente una coproducción brasileña y Limite Produções, productora con sede en Río de Janeiro, coordinará la producción física del proyecto. La empresa pública carioca de inversiones audiovisuales, RioFilme, también es socia del proyecto. Emmanuel Benbihy, creador del concepto de la serie Cities of Love, será el productor ejecutivo y tendrá una participación integral en todo el desarrollo del proyecto. Los cortometrajes estarán dirigidos por el irlandés Jim Sheridan, el chino Lu Chuan, el italiano Gabriele Muccino, el mexicano Guillermo Arriaga, los brasileños Fernando Meirelles y José Padilha.